# Färöischer Fußballpokal 1985
Der Färöische Fußballpokal 1985 fand zwischen dem 21. April und 29. September 1985 statt und wurde zum 31. Mal ausgespielt. Im Endspiel, welches im Gundadalur-Stadion in Tórshavn auf Kunstrasen ausgetragen wurde, siegte GÍ Gøta mit 4:2 gegen NSÍ Runavík und konnte den Pokal somit zum zweiten Mal gewinnen.
NSÍ Runavík und LÍF Leirvík belegten in der Meisterschaft die Plätze fünf und sechs. Mit EB Eiði erreichte ein Drittligist das Halbfinale. Titelverteidiger HB Tórshavn schied hingegen im Viertelfinale aus.

## Teilnehmer
Teilnahmeberechtigt waren folgende 22 A-Mannschaften der vier färöischen Ligen:
| 1. Deild                                                                                       | 2. Deild                                                                            | 3./4. Deild                                                                    |
| ---------------------------------------------------------------------------------------------- | ----------------------------------------------------------------------------------- | ------------------------------------------------------------------------------ |
| B68 Toftir GÍ Gøta HB Tórshavn ÍF Fuglafjørður KÍ Klaksvík LÍF Leirvík NSÍ Runavík TB Tvøroyri | B36 Tórshavn Fram Tórshavn MB Miðvágur Royn Hvalba SÍ Sumba SÍF Sandavágur VB Vágur | AB Argir B71 Sandur EB Eiði ÍF Streymur SÍ Sørvágur Skála ÍF Stranda Bóltfelag |

## Modus
Elf ausgeloste Mannschaften waren für die 2. Runde gesetzt. Die verbliebenen Teams spielten in zwei Runden die restlichen fünf Teilnehmer aus. Alle Runden wurden im K.-o.-System ausgetragen.

## Qualifikationsrunde
Die Partie der Qualifikationsrunde fand am 20. April statt.
|             | Ergebnis  |             |
| ----------- | --------- | ----------- |
| TB Tvøroyri | 4:0 (1:0) | Royn Hvalba |

## 1. Runde
Die Partien der 1. Runde fanden am 1. Mai statt.
|                   | Ergebnis  |             |
| ----------------- | --------- | ----------- |
| B36 Tórshavn      | 0:1 (0:0) | HB Tórshavn |
| Fram Tórshavn     | 1:0 (1:0) | Skála ÍF    |
| SÍF Sandavágur    | 6:1 (1:1) | SÍ Sørvágur |
| Stranda Bóltfelag | 1w/o 1    | AB Argir    |
| VB Vágur          | 2:1 (-:-) | SÍ Sumba    |

## 2. Runde
Die Partien der 2. Runde fanden am 15. und 16. Mai statt.
|                | Ergebnis                         |                 |
| -------------- | -------------------------------- | --------------- |
| SÍF Sandavágur | 15:2 (-:-) 1                     | AB Argir        |
| B68 Toftir     | 2:3 (-:-)                        | GÍ Gøta         |
| HB Tórshavn    | 5:0 (2:0)                        | Fram Tórshavn   |
| ÍF Streymur    | 2:0 (-:-)                        | B71 Sandur      |
| KÍ Klaksvík    | 1:0 (-:-)                        | ÍF Fuglafjørður |
| MB Miðvágur    | 2:3 (-:-)                        | EB Eiði         |
| NSÍ Runavík    | 2:1 (-:-)                        | LÍF Leirvík     |
| TB Tvøroyri    | 1:1 n. V. (1:1, -:-) (5:6 i. E.) | VB Vágur        |

## Viertelfinale
Die Viertelfinalpartien fanden am 27. Mai statt.
|             | Ergebnis                         |                |
| ----------- | -------------------------------- | -------------- |
| EB Eiði     | 2:1 n. V. (1:1, 0:1)             | VB Vágur       |
| GÍ Gøta     | 2:2 n. V. (2:2, -:-) (4:3 i. E.) | HB Tórshavn    |
| KÍ Klaksvík | 1:1 n. V. (1:1, 1:0) (1:3 i. E.) | SÍF Sandavágur |
| NSÍ Runavík | 5:2 (3:2)                        | ÍF Streymur    |

## Halbfinale
Die Hinspiele im Halbfinale fanden am 2. Juni statt, die Rückspiele am 18. und 30. Juni.
|                | Gesamt |         | Hinspiel  | Rückspiel    |
| -------------- | ------ | ------- | --------- | ------------ |
| NSÍ Runavík    | 5:3    | EB Eiði | 3:1 (0:0) | 12:2 (1:2) 1 |
| SÍF Sandavágur | 5:6    | GÍ Gøta | 2:2 (2:0) | 3:4 (1:4)    |

## Finale
| Paarung        | NSÍ Runavík – GÍ Gøta |
| Ergebnis       | 2:4 (0:2) |
| Datum          | 29. September 1985 |
| Stadion        | Gundadalur, Tórshavn |
| Zuschauer      | 300 |
| Schiedsrichter | Símun Petur Hjelm (Klaksvík) |
| Tore           | 0:1 Símun Petur Justinussen (5.) 0:2 Hans Leo í Bartalsstovu (17.) 0:3 Magnus Gregersen (47.) 1:3 Eyðun Gaardbo (60., Elfmeter) 2:3 Eyðun Gaardbo (62.) 2:4 Hans Leo í Bartalsstovu (82.)                                                            |
| NSÍ Runavík    | Jens Martin Knudsen – Jógvan Højgaard, Árni Midjord, Ivan Højgaard , Dánial Pauli Jensen, Trygvi Mortensen, Eyðun Gaardbo, Niclas Johannesen – Jóan Petur Langgaard, Ingolvur Gunnarson – Terji L. Hansen Cheftrainer: Ian Salter ( England)         |
| GÍ Gøta        | Petur S. Holm – Janus Rasmussen, Hallur Hansen, Jóannes M. Mikkelsen, Páll Gregersen, Poul Enok Hansen, Hans Leo í Bartalsstovu – Pauli Jarnskor, John Jarnskor – Símun Petur Justinussen, Magnus Gregersen Cheftrainer: Thomas Herde ( Deutschland) |
| Gelbe Karten   | Jens Martin Knudsen – Dánjal Jarnskor |
| Platzverweise  | Trygvi Mortensen (75.) – keine |